# Refugiados tibetanos

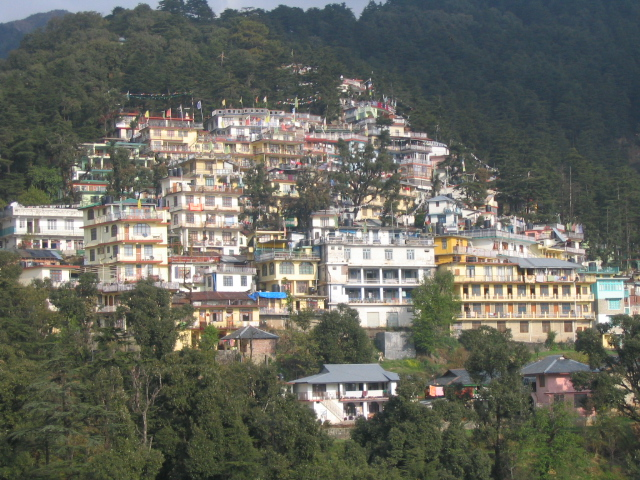
Viviendas de McLeod Ganj.

Los refugiados tibetanos son aquellos pobladores originarios del Tíbet que huyeron del país tras la invasión por parte de la China en 1950, de los cuales la mayoría vive en India (125.000), 60.000 en Nepal y 4.000 en Bután. Si bien, hay comunidades de refugiados tibetanos en toda India, la sede central del gobierno tibetano en el exilio se ubica en Dharamsala, una localidad del Himalaya indio. Según datos de la ACNUR, 3.000 nuevos refugiados tibetanos escapan de China cada año escapando de la persecución. 
A partir de los años 60, China cerró fuertemente la frontera india para impedir que nuevos tibetanos escapen hacia India, por lo que la mayoría actualmente realiza el viaje hacia India por Nepal. Según la ACNUR existe un centro de recepción en Katmandú. De acuerdo a la página web oficial de la ACNUR, la mayoría de la asistencia económica para los refugiados tibetanos es canalizada a través del gobierno tibetano en el exilio dirigido por el dalái lama, pero muchos países evitan brindar asistencia económica a los tibetanos por temor a sufrir represalias de China. 
La Administración Central Tibetana (el gobierno en el exilio) está autorizada por el gobierno de India para administrar los servicios sociales de los refugiados tibetanos, incluyendo los servicios de salud, educación, asuntos culturales, idioma y religión. Los tibetanos tienen todos los derechos de los ciudadanos indios excepto el de votar y ser electos, y se les brinda formación profesional y servicios médicos gratuitos según datos de las Naciones Unidas, por lo que algunos pobladores locales recelan de la prosperidad económica de algunos refugiados tibetanos. Los tibetanos solo pueden adquirir la nacionalidad india plena si se casan con indios o han residido en el país durante suficiente tiempo. Según la ACNUR algunos tibetanos encuentran difícil adaptarse después de vivir en un país tan étnica y religiosamente homogéno como Tíbet y pasar a residir a uno tan culturalmente diverso como India, sin embargo, los tibetanos que residen en regiones indias con población nativa tibetana, como Ladakh (los ladakhis hablan tibetano y practican mayormente el lamaísmo) logran adaptarse fácilmente.

## Ciudadanía
En 2010 los tribunales de India determinaron que todo tibetano que naciera en el país entre 1950 y 1987, y los hijos de estos, pueden acceder si lo desea a la nacionalidad india, lo que le daría derecho a votar y ser electo. Sin embargo, diversos reportes al respecto aseguran que ha sido difícil para los tibetanos acceder a la nacionalidad india ya que los papeles que prueban su ingreso o su nacimiento en el país son a menudo inexistentes o inaceptables para el gobierno de India. El tema es además polémico pues algunos sectores de la sociedad tibetana y del gobierno en el exilio se oponen a esto argumentando que daña la lucha por la autonomaía o independnecia del Tíbet el dejar de ser tibetano. Otros en cambio señalan que el acceso a la nacionalidad india trae grandes beneficios para la comunidad tibetana, además del derecho a votar, como mejores opciones de empleo y movilidad. En 2014 la Comisión Electoral de India ordenó a todos los Estados y territorios a empadronar a los tibetanos como votantes. Uno de los primeros precedentes legales fue la exigencia de la princesa Namgyal Dolka (descendiente de los reyes del Tíbet que gobernaron antes del ascenso al poder de los Dalái Lamas) de solicitar el pasaporte indio, lo cual logró tras un fallo a su favor de los tribunales indios.
En el caso de Bután, la adquisición de la ciudadanía fue relativamente más fácil pues el gobierno de Bután concedió la ciudadanía butanesa a casi todos los refugiados tibetanos en el país.

## Asentamientos
| País o Región | Población |
| ------------- | --------- |
| India         | 125.000   |
| Nepal         | 60.000    |
| Bután         | 4.000     |
| TOTAL         | 190.000   |